# فرودگاه جزیره ریمایر
 فرودگاه جزیره ریمایر (به انگلیسی: Remire Island Airport) یک فرودگاه خصوصی است که یک باند فرود بتن و چمن دارد و طول باند آن ۴۷۸ متر است. این فرودگاه در کشور سیشل قرار دارد و در ارتفاع ۳ متری از سطح دریا واقع شده است.